# Julio Peña
Julio Peña Fernández (San Sebastián, 15 de julho de 2000) é um ator e cantor espanhol conhecido principalmente por interpretar Ares Hidalgo em Através de mi Ventana e por seu papel como Manuel Gutiérrez Quemola, na série Bia

## Biografia
Julio Peña nasceu no dia 15 de julho de 2000 em San Sebastian na Espanha, porém cresceu na capital do país Madrid, onde começou sua trajetória nos palcos em peças apresentadas em sua escola. Enquanto isso, frequentou cursos e workshops de atuação em diferentes intituições da cidade, além de ter estudado e praticado mais de 9 anos de aulas de piano.
É o filho do meio de sua família. Ele tem um irmão mais novo e uma irmã mais velha chamada Emma Peña. Julio sempre se mostrou solidário utilizando o seu tempo livre em diversas inciativas de voluntariado, distribuindo alimentos e ajudando crianças que necessitam de apoio escolar.

## Carreira
Em 2018, foi escolhido para o papel principal masculino de Manuel Gutiérrez Quemola, na série de televisão argentina, Bia produzida pelo Disney Channel America Latina, onde passou a morar em Buenos Aires.
Em abril de 2021, foi escalado para interpretar o protagonista, Ares Hidalgo, no filme original da Netflix "A Través De Mi Ventana", baseado no romance de Ariana Godoy.

## Filmografia

### Televisão
| Ano       | Título                             | Personagem                         | Notas                                       | Ref.  |
| --------- | ---------------------------------- | ---------------------------------- | ------------------------------------------- | ----- |
| 2019–2020 | Bia                                | Manuel Gutiérrez Quemola           | Protagonista, 120 episódios                 | [ 1 ] |
| 2021      | BIA: Um Mundo do Avesso            | Manuel Gutiérrez Quemola "El Puma" | Protagonista, especial do Disney+           |       |
| 2021      | BIA: Um Mundo do Avesso: Making Of | Ele Mesmo                          | Documentário                                |       |
| 2021      | Acacias 38                         | Guillermo                          | Papel principal (temporada 7); 80 episódios |       |
| 2023      | Berlim                             | Roi                                | Papel principal                             |       |

### Filme
| Ano  | Título                 | Personagem   | Notas        | Ref.  |
| ---- | ---------------------- | ------------ | ------------ | ----- |
| 2022 | A través de mi ventana | Ares Hidalgo | Protagonista | [ 3 ] |
| 2023 | A través del mar       | Ares Hidalgo | Protagonista |       |
| 2024 | A través de tu mirada  | Ares Hidalgo | Protagonista |       |

## Teatro
| Ano  | Título                      |
| ---- | --------------------------- |
| 2020 | Something Rotten! - Musical |

## Discografia
| Trilha Sonora | Trilha Sonora                                                                                                  | Trilha Sonora     |
| Ano           | Música | Álbum             |
| ------------- | --- | ----------------- |
| 2019          | "Así yo soy" "Cuéntales" "Gritarle al mundo" "Lo que me hace bien" "La Vida Te Devuelve" "Si Tú Estás Conmigo" | Así Yo Soy        |
| 2019          | "La última parada"                                                                                             | Si Vuelvo A Nacer |
| 2020          | "Grita" "¿Cuándo Pasó?" "Aquí Me Encontrarás" "Dame un beso"                                                   | Grita             |
| 2021          | "Es Un Juego" "Vale, Vale" "Quiero Bailar"                                                                     | Un Mundo Al Revés |

## Prêmios e Indicações
| Ano  | Premiação                      | Categoria                        | Trabalho | Resultado |
| ---- | ------------------------------ | -------------------------------- | -------- | --------- |
| 2020 | Kids Choice Awards México 2020 | Artista de TV Masculino          | Bia      | Indicado  |
| 2021 | SEC Awards                     | Ator do Ano                      | Bia      | Indicado  |
| 2021 | Premios Lo Más Escuchado       | Melhor ator em série adolescente | Bia      | Vencedor  |
| 2021 | Kids Choice Awards México 2021 | Ator do ano                      | Bia      | Indicado  |